# Костюнинская (Липецкий сельсовет)
Костюнинская — деревня в Верховажском районе Вологодской области.
Входит в состав Липецкого сельского поселения, с точки зрения административно-территориального деления — в Липецкий сельсовет.
Расстояние по автодороге до районного центра Верховажья — 70,7 км, до центра муниципального образования Леушинской — 3 км. Ближайшие населённые пункты — Ивановская, Никулинская, Леушинская.
По переписи 2002 года население — 4 человека.